# Jacques Pierre André Guillot de la Poterie
Jacques Pierre André Guillot de la Poterie, né le 30 novembre 1767 à Château-du-Loir (Saint-Guingalois), mort le 10 octobre 1826 en son château de Loup Pendu à Luceau, fut un émigré et chef chouan dit Arthur.

## Biographie

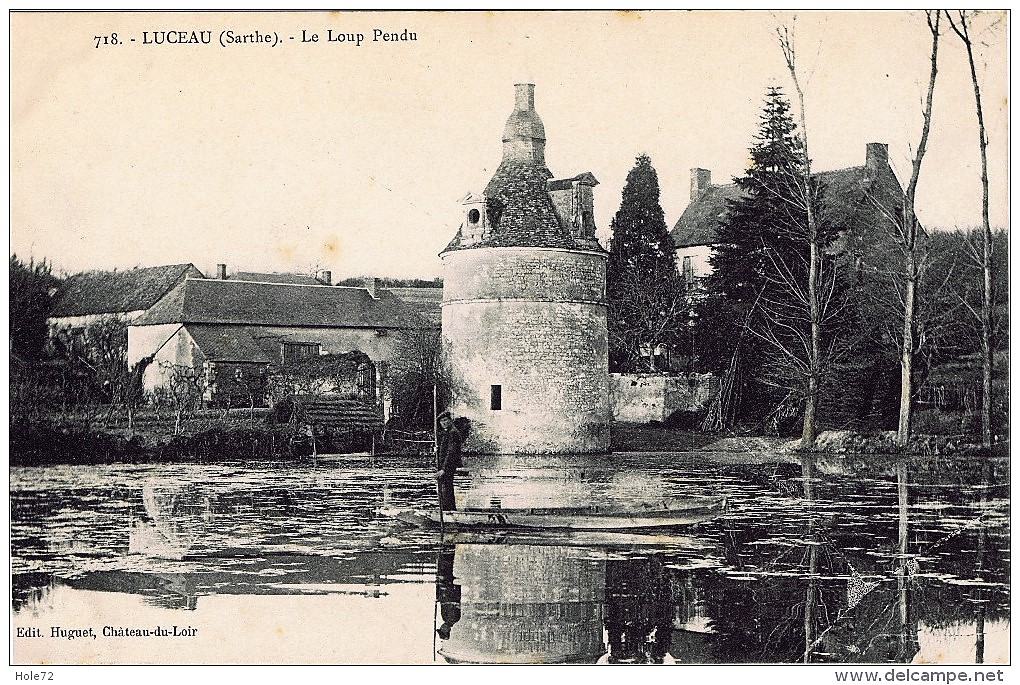
Château de Loup Pendu à Luceau (Sarthe), propriété de la famille Guillot de la Poterie

Fils de Jacques Guillot de la Poterie,, écuyer et Garde du corps du roi, et de dame Françoise Dervillé.

### Ancien régime
Seigneur du Loupendu,. En 1783, il entre en qualité de volontaire dans le 2e régiment de chasseurs, sous-lieutenant aux 13e de chasseurs en 1784, passé aux chasseurs à cheval en 1785, puis aux chasseurs de la Guyenne de 1788 à 1790.

### Chouannerie
Il fut un des premiers chefs de l'insurrection royaliste de 1793, comme capitaine attaché à l'état-major de l'armée du Maine sous les ordres du comte de Rochecotte,
En 1796, il est chef de la division de Château-du-Loir et Vendôme sous les ordres du comte de Bourmont.
Chef de légion, dite « légion Arthur » le premier octobre 1799, il sert jusqu'à la paix en 1800. Chef de légion pendant la chouannerie de 1815 sous les ordres du chevalier d'Andigné.

### L'affaire Clément de Ris
En septembre 1800, après le complot et l'enlèvement du sénateur Clément de Ris, il fut envoyé en mission par Bourmont avec trois autres anciens chouans pour le libérer,.

### Restauration
En août 1815, il est nommé colonel de la légion de la Mayenne, qui deviendra le 12e régiment d'infanterie légère en 1820,. Par ordonnance royale du 18 juin 1817 et lettres patentes du 14 août 1818, il devient baron,.

## Décorations
- Chevalier de l'ordre royale et militaire de Saint-Louis le 7 novembre 1814.
- Chevalier de l'ordre national de la Légion d'honneur le 18 mai 1820.
- Officier de l'ordre national de la Légion d'honneur le 29 juin 1823[1].
- Grande Croix de l'ordre de Saint-Ferdinand d'Espagne, troisième classe[15].